# 킨테로
킨테로(스페인어: Quintero)는 칠레 발파라이소 주 발파라이소 현의 코무나이다.